# El rescate de la Duquesa
El rescate de la Duquesa es el duodécimo primer episodio de la primera temporada de los Thunderbirds, serie de televisión de Gerry Anderson para Supermarionation fue el 23.º episodio producido. El episodio salió al aire primero en ATV Midlands el 17 de febrero de 1966. Fue escrito por y dirigido por Alan Pattillo.

## Sinopsis
La amiga de Lady Penélope, la Duquesa de Royston, acuerda prestar una valiosa pintura a un hombre de negocios americano. En camino para entregar la pintura, ella es secuestrada por dos ladrones, y notificándole a Rescate Internacional con un dispositivo de rastreo disimulado que le ha dado Penélope. ¿El equipo podrá conseguir las pistas y lograrán salvar a la Duquesa del edificio en llamas donde ella está prisionera?

## Reparto

### Reparto de voz regular
- Jeff Tracy — Peter Dyneley
- Scott Tracy — Shane Rimmer
- Virgil Tracy — David Holliday
- Alan Tracy — Matt Zimmerman
- John Tracy - Ray Barrett
- Tin-Tin Kyrano — Christine Finn
- Lady Penélope Creighton-Ward - Sylvia Anderson
- Aloysius "Nosey" Parker - David Graham
- Abuela Tracy- Christine Finn

### Reparto de voz invitado
- Deborah, Duquesa de Royston - Ray Barrett
- Wilbur Dandridge III - David Graham
- Chandler - Peter Dyneley
- Brophy - Ray Barrett
- Capitán Hanson - David Graham
- Mrs. Godolphin - Sylvia Anderson
- Propietario del Casino - Peter Dyneley
- 1.er Croupier - Peter Dyneley
- 2.º Croupier - Matt Zimmerman
- Copiloto del Fireflash - Ray Barrett
- Hendricks - Matt Zimmerman
- Percy - David Graham
- Amigo de Percy - Ray Barrett
- Vendedor de oficina - David Graham
- Azafata de Air Terrainean - Sylvia Anderson
- Recepcionista de Grand Hotel - Christine Finn
- Ascensorista - David Graham

## Equipo principal
Los vehículos y equipos vistos en el episodio son:
- Thunderbird 1
- Thunderbird 2 (llevando la Vaina 3)
- Thunderbird 5
- FAB 1
- Mole
- Domo
- Fireflash
- Avión carguero